# Parc national de Nordenskiöld Land
Le parc national de Nordenskiöld Land est un parc national de l'archipel du Svalbard, dans le centre-ouest de l'île du Spitzberg, en Norvège.
Créé en 2003, il s'étend sur 1 362 km2, dont 155 km2 maritimes. Le parc a été désétabli en 2021 et sera remplacé par le parc national Van Mijenfjorden, beaucoup plus grand, qui comprend l’ancien parc national.

## Description
Le parc couvrait la partie sud de Nordenskiöld Land, sur la rive nord de Van Mijenfjorden. Le parc comprenait Reindalen, qui est la plus grande vallée libre de glace du Svalbard et abrite des moraines, des glaciers rocheux, des pingos et des avalanches. La vallée a une végétation luxuriante et la partie inférieure est une zone humide.

## Faune
La région est importante pour les rennes, les renards arctiques, les échassiers, les oies et les canards.
On y trouve de nombreux cétacés : narval, béluga, dauphin, baleine à bosse, baleine bleue, orque...